# Creatio ex nihilo
Creatio ex nihilo (lateinisch: Schöpfung aus dem Nichts oder Schöpfung aus nichts) bezeichnet die Erschaffung der Welt „voraussetzungslos“ aus dem Nichts.

## Theologie
Der Begriff entstand in der frühchristlichen Theologie (Tatian und Theophilos von Antiochien) in Auseinandersetzung mit der griechischen Philosophie. Diese setzte seit Melissos einen ewigen und ungeordneten Stoff (Chaos) voraus, da aus nichts unmöglich etwas werden kann („ex nihilo nihil fit“).
Aus monotheistischer Sicht ist Gott die alleinige Ursache für die Erschaffung der Welt. Auch Raum und Zeit sind erst mit der Erschaffung einer außergöttlichen Wirklichkeit in Erscheinung getreten. Da Gott absolut überzeitlich, ohne jegliche Dauer ist bzw. lebt, kann man von ihm nicht aussagen, dass er „vor“ der Weltentstehung allein existierte, sondern „nur“, dass er sich „ohne“ Welt befand. Durch die Erschaffung aus Nichts ist jedes außergöttliche Seiende von Gott abhängig (vgl. Kontingenz).
In der Schöpfungsgeschichte (Genesis 1,1 ff.) heißt es: „Im Anfang schuf Gott Himmel und Erde“. Das hier verwendete hebräische Wort „bara“ (ברא) für „schaffen“ wird ausschließlich von der göttlichen Tätigkeit gebraucht. Die einzige Stelle im alten Testament, die explizit von einer „Schöpfung aus dem Nichts“ spricht, findet sich im (je nach Kanon apokryphen) Buch 2. Makkabäer (7,28); dort heißt es: „Ich bitte dich, mein Kind, schau dir den Himmel und die Erde an; sieh alles, was es da gibt, und erkenne: Gott hat das aus dem Nichts erschaffen, und so entstehen auch die Menschen.“
Im neuen Testament der christlichen Bibel heißt es in Hebräer 11,3: „Durch den Glauben erkennen wir, dass die Welt durch Gottes Wort geschaffen ist, so dass alles, was man sieht, aus nichts geworden ist.“ In der christlichen theologischen Interpretation wird der Ursprung der gesamten außergöttlichen Wirklichkeit auf Gott selbst als alleinige Allursache (Causa prima) zurückgeführt. Mit „Himmel und Erde“ ist die Gesamtheit aller außergöttlichen Dinge gemeint. Das Wort „im Anfang“ soll den absoluten Anfang aller Dinge und der Weltzeit ausdrücken.
Der jüdische Philosoph Maimonides (1138–1204) verglich in seinem Hauptwerk Führer der Unschlüssigen die Schöpfung aus dem Nichts, die in der Tora vertreten wird, mit der Theorie von Plato und anderen griechischen Philosophen, wonach Gott die Welt aus präexistenter Materie erschaffen habe, sowie der Theorie von Aristoteles, wonach die Welt ewig sei. Andererseits bestreitet der Alttestamentler Oswald Loretz die Annahme, eine Creatio ex nihilo sei schon im Buch Genesis (1,1–2,4a) enthalten.
Die biblische Darstellung unterscheidet sich wesentlich von anderen altorientalischen Weltentstehungs-Lehren (Kosmogonien), in denen stets auch von einer Götterentstehung (Theogonie) die Rede ist.
Die theologische Teildisziplin Natürliche Theologie glaubt, mit Hilfe der natürlichen Vernunft (ohne übernatürliche, göttliche Hilfe, d. h. Offenbarung) zu demselben Ergebnis zu kommen: Da alles Seiende kontingent ist, verweise es auf ein Absolutes, mit anderen Worten Gott (id quod omnes dicunt deum – Thomas von Aquin). Der allmächtige, vollkommene und absolute Gott ist in allen seinen Akten innerlich und äußerlich vollständig unabhängig; vor seiner Schöpfung ist außer ihm nichts.
Die philosophische Gegenposition zur theologischen Annahme einer Schöpfung aus dem Nichts wird oft auf Melissos zurückgeführt; aber schon Parmenides lehrte:
„Auch kann ja die Kraft der Überzeugung niemals einräumen, es könne aus Nichtseiendem irgend etwas anderes als eben Nichtseiendes hervorgehen.“
Aus diesen Ideen entstand später die Formel Ex nihilo nihil fit („aus nichts entsteht nichts“), die sich so oder dem Sinne nach auch bei Aristoteles  (Physik I 4), Lukrez, Thomas von Aquin und anderen Philosophen findet.

## Philosophie
In der Philosophie ist die Auseinandersetzung mit dem „Nichts“ im Spannungsverhältnis zum „Etwas“ eine ihrer Grundfragen. Wenn die Welt zeitlich nicht unendlich lange Bestand hat (und danach sieht es aus), dann muss vor ihrem Anfang Nichts gewesen sein. Genau dieser Übergang vom Nichts zum Sein wird in der „Creatio ex nihilo“ thematisiert, allerdings weniger unter dem Blickwinkel möglicher dynamischer Strukturen des Nichts, sondern eher metaphysisch: „Warum ist überhaupt etwas und nicht vielmehr nichts?“
Antwortversuche gab es nicht nur in der Antike, sondern auch bei Gottfried Wilhelm Leibniz, Friedrich Wilhelm Joseph Schelling, Arthur Schopenhauer und vielen anderen, nicht zuletzt auch bei Martin Heidegger.

## Physik
In der modernen Kosmologie stellt die „creatio ex nihilo“ ein wichtiges epistemologisches Instrument dar. Demnach muss der Urknall in einer Weise stattgefunden haben, die einerseits ohne Schöpfergott auskommt, also dynamische Strukturen des Nichts (siehe Vakuumfluktuationen) beschreibt, andererseits alle wesentlichen Bedingungen erzeugt, um eine Evolution des Universums bis heute zu ermöglichen.